# José Figueres Ferrer

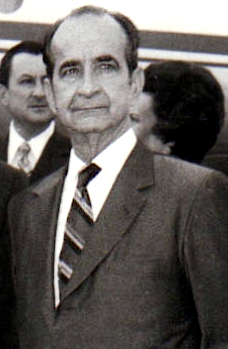
José Figueres Ferrer (1973)

José María Hipólito Figueres Ferrer (* 25. September 1906 in San Ramón; † 8. Juni 1990 in San José) war ein costa-ricanischer Politiker. Er war der Gründer der Partido Liberación Nacional (PLN). Vom Mai 1948 bis November 1949, von 1953 bis 1958 und von 1970 bis 1974 war er Präsident seines Heimatlandes. Er wird als einer der wichtigsten Politiker in der Geschichte Costa Ricas angesehen.

## Leben
Ferrer wurde als das älteste von vier Kindern eines Arztes und einer Lehrerin geboren, die aus der spanischen Region Katalonien nach Costa Rica ausgewandert waren. Von 1924 bis 1928 studierte er in Boston, Vereinigten Staaten. In Costa Rica erwarb er eine Farm, auf der er Kaffee und Hanf anbaute.
Ab 1940 führte er mit seinem Anwalt Alberto Martén und dessen Sozius, dem Abgeordneten Francisco José Orlich Bolmarcich, politische Diskussionen. Am 8. Juli 1942 wurde eine dieser Diskussionen live im Radio América Latina übertragen. In der Diskussion wurde die Korruption der Regierung Rafael Ángel Calderón Guardia benannt. Die Sendung wurde durch die Regierung unterbrochen. Orlich genoss als Parlamentsabgeordneter Immunität. Figueres wurde verhaftet und am 11. Juli 1942 nach Mexiko abgeschoben. Aus dem Centro de Estudios de los Problemas Nacionales und der Acción Demócrata wurde 1944 die Partido Social Demócrata gebildet, welche die Koalition aus rerum novarum orientierter Partido Republicano Nacional und der Vanguardia Popular beenden sollte.
Luis Rafael de la Trinidad Otilio Ulate Blanco kandidierte gegen Rafael Ángel Calderón Guardia bei den Präsidentschaftswahlen am 8. Februar 1948. Die Wahlbehörde Tribunal Supremo de Elecciones de Costa Rica erklärte Ulate zum gewählten Kandidaten. Das von der bisherigen Regierungskoalition dominierte und durch die Wahl bestätigte Parlament erließ jedoch kein Gesetz, welches Ulate zum Präsidenten ernannte, sondern annullierte am 1. März 1948 die Wahl wegen angeblichen Wahlbetruges.

## Junta Fundadora de la Segunda República
Santos León Herrera übergab die Macht an eine Junta, welcher Figueres vorsaß und Ulate angehörte. Diese Junta brach die bestehende Verfassung, da sie das von bisherigen Regierungskoalition dominierte Parlament auflöste und eine verfassungsgebende Versammlung einberief, welche die heute gültige Verfassung erarbeitete. Da sich die Armee im Bürgerkrieg neutral verhalten hatte, wurde sie in der Verfassung abgeschafft. Die Junta verstaatlichte Banken.
Sie herrschte 18 Monate und erließ schließlich das Gesetz, mit welchem Ulate zum Präsidenten erklärt wurde.
Von 1953 bis 1958 und von 1970 bis 1974 fungierte Figueres für die 1951 gegründete sozialdemokratische Partido Liberación Nacional als Präsident. Er versuchte dabei, durch verschiedene Maßnahmen, den privaten Wirtschaftssektor sowie die Mittelschicht des Landes zu stärken. Darüber hinaus wandte er sich gegen die zunehmende Verbreitung von rechtsgerichteten Militärdiktaturen in verschiedenen lateinamerikanischen Ländern ab den 1960er Jahren und kritisierte deren Unterstützung durch die Vereinigten Staaten. Am 17. Mai 1957 scheiterte ein von Rafael Trujillo initiiertes Attentat auf Figueres. Im Mai 1959 unterstützte Figueres logistisch die Guerilla von Olama und Mollejones unter Führung von Pedro Joaquín Chamorro zum Sturz der Somoza-Familie in Nicaragua.
Ferrer gilt als Vordenker und Vater der modernen Demokratie in Costa Rica sowie als einer der einflussreichsten Politiker in der Geschichte des Landes. Die Tatsache, dass Costa Rica im Gegensatz zu den meisten anderen Ländern Mittel- und Südamerikas von Diktaturen, Armut und lang anhaltenden Bürgerkriegen weitestgehend verschont blieb und heute eines der wohlhabendsten und politisch stabilsten Länder Lateinamerikas ist, wird wesentlich den Auswirkungen der Reformen während seiner Regierungszeit zugeschrieben. José Figueres Ferrer war seit dem 7. Februar 1954 mit der dänischstämmigen costa-ricanischen Diplomatin Karen Olsen Beck verheiratet und ihr gemeinsamer Sohn José María Figueres amtierte von 1994 bis 1998 ebenfalls als Präsident Costa Ricas.